# Xanthium italicum
Xanthium italicum is een soort uit het geslacht stekelnoot (Xanthium).

## Determinatie
Xanthium italicum is een eenhuizige, eenjarige, kruidachtige plant. De soort vormt schijnvruchten die voor ± 90%–100% bedekt zijn met haakvormige, relatief lange stekels.

## Ecologie
Xanthium italicum is een pioniersoort die voorkomt op eutrofe, vochtige, ruderale standplaatsen. In Nederland komt de soort hoofdzakelijk voor op (droogvallende delen van) oevers.

### Syntaxonomie
Xanthium italicum heeft haar ecologisch optimum in de tandzaad-klasse (Bidentetea).